# فیلیس اسمیت
فیلیس اسمیت (به انگلیسی: Phyllis Smith) (زاده ۲۰ ژوئیه ۱۹۵۱) بازیگر آمریکایی است.
از فیلم‌های معروف او می‌توان به بازی در معلم بد و سریال اداره اشاره کرد.